# Lopo I de Bigorre
Lopo I de Bigorre (?- 910) foi conde de Bigorre até 910, ano da sua morte.

## Relações familiares
Foi filho de Donato Lopo de Bigorre e de Faquilena, princesa de Aquitânia.
Casou em 860 com Faquilena de Roergue, filha de Raimundo I de Toulouse, conde de Toulouse e de Berta de Reims, filha de Remígio de Reims e de Arsinda de Ponthieu, de quem teve:
1. Dati II de Bigorre (910 - 945), conde de Bigorre, casou com Lupa Sanchez de Navarra, filha do rei Sancho Garcês I de Pamplona[1] (860 - 10 de dezembro de 925) e de uma concubina.
2. Raimundo I de Pallars e Ribagorza (?- 920), conde de Pallars e de Ribagorza, casou com Guinigenta, pelo casamento condessa de Ribagorza e Pallars[2][3][4][5].
3. Dadildis de Pallars, casada com Garcia Ximenez da Gasconha,[6]  co-rei de Pamplona.
4. Mâncio I de Pallars (?- 940), visconde de Lavedan.